# Jörgen Huitfeldt
Lars Jörgen Bernhardsson Huitfeldt, född 10 mars 1970 i Uppsala, är en svensk journalist, programledare och radioproducent. 
Åren 1998–2017 var Jörgen Huitfeldt anställd på Sveriges Radios Ekot. Först som reporter därefter som producent och programledare för aktualitetsprogrammen P1-morgon och Studio Ett. Sedan oktober 2017 arbetar han på tidskriften Kvartal, där han startat två podcasts – Fredagsintervjun och Veckopanelen. Sedan januari 2019 är Huitfeldt chefredaktör och ansvarig utgivare för Kvartal.

## Karriär
Jörgen Huitfeldt var under några år på 1990-talet reporter på Länstidningen Södertälje.[källa behövs]
Han arbetade länge som programledare i Sveriges Radio P1, bland annat för P1-morgon, där han även har varit producent och reporter, och för samhällsprogrammet Studio Ett. Han har varit fackligt ansvarig på SR Ekot.[källa behövs] Huitfeldt har programlett flera uppmärksammade specialsatsningar som P1 granskar klimatfebern 2007, Studio Ett granskar fallet Thomas Quick 2012 och Det delade Sverige 2012. Han har också arbetat som undersökande reporter i flera projekt. År 2006 gjorde han tillsammans med Ola Wong och Thella Johnson den wallraffande, uppmärksammade radioserien Sten till varje pris i P1-programmet Kaliber. Tillsammans med Anders Holmberg gjorde han reportageserien Den blinda fläcken om alkohol och våld. Den sändes i P1-programmet Kaliber våren 2009. 
Mellan åren 2018 och 2021 satt Huitfeldt i Stora journalistprisets jury.
2022 ombildades Kvartal till ett aktiebolag som drivs av Jörgen Huitfeldt tillsammans med Kvartals VD, Ludde Hellberg. Duon är tillsammans majoritetsägare i Mediehuset Kvartal AB. 

## Priser och utmärkelser
- 2006 nominerades Huitfeldt tillsammans med Ola Wong och Thella Johnson till Stora journalistpriset i kategorin "Årets avslöjande" för radioserien Sten till varje pris
- 2007 tilldelades radioserien Sten till varje pris Röda korsets journalistpris
- 2008 tilldelades Huitfeldt, Wong och Johnson Wendelapriset på 35 000 kronor för bästa socialreportage för boken Sjukt billigt. Vem betalar priset för ditt extrapris?.[7]
- 2009 nominerades reportageserien Den blinda fläcken till Föreningen Grävande Journalisters pris "Guldspaden"
- 2021 tilldelades Huitfeldt tillsammans med resten av juryn för Stora Journalistpriset utmärkelsen "Årets förvillare" av föreningen Vetenskap och Folkbildning för att ha utnämnt "Estonia – fyndet som ändrar allt" till Årets avslöjande.